# Чжэн Гуаньин
Чжэн Гуаньи́н (кит. трад. 鄭觀應, упр. 郑观应, пиньинь Zhèng Guànyìng, 24 июля 1842—1922 года) — китайский финансист, писатель, переводчик, журналист, сторонник проведения политических, экономических, административных, образовательных реформ во времена империи Цин. Имел несколько литературных имён: Циюшэн 杞忧生 (Господин, который ожидает падения Неба на Землю), Муюн шаньжень (Отшельник, сторонники Согласия), Чжихэ шаньжэнь 偫鹤山人 (Отшельник, пестующий бессмертие).

## Биография
Чжэн Гуаньин родился в уезде Сяншань провинции Гуандун в семье сельского учителя. После неудачи на экзамене в 1858 году решил изучать английский язык и торговое дело, для чего отправился в Шанхай. Там познакомился с английским миссионером Дж. Фрайером.
С 1860 до 1867 года Чжэн служил в английской торговой фирме «Дэн и К°», после чего в 1873—1883 годах работал в пароходной компании «Тай ю», занимался свободной торговлей, инвестировал средства в пароходные компании. По роду своей деятельности Чжэн Гуаньин много ездил по стране, вел записи, его размышления о ситуации в Китае, реформаторские идеи и педагогические взгляды были отражены в его произведениях. В 1879 году с помощью пожертвований в связи с стихийными бедствиями Чжэн Гуаньин получил ранг правителя округа.
После 1880 года при покровительстве значительного цинского сановника Ли Хунчжана занимал должности генерального или коммерческого директоров в Шанхайском машинно-ткацком бюро (机器织布局, 1880—1881 годы) и Шанхайском телеграфном бюро (1881—1882 годы), Китайский коммерческом пароходном обществе 轮船招商局 (1883—1884 годах). В это время переводит английских авторов по вопросам образования, экономики и политики, западных технологий.
В 1884 году перебирается в Макао. Вскоре становится доверенным лицом князя Чуня (брата умершего императора Сяньфэна). В 1884—1885 годах, во время франко-китайской войны, закупает в Гонконге оружие для китайской армии и одновременно ведёт переговоры с правителями Аннама и Сиама с целью удержать их от поддержки Франции. После этого был коммерческим директором на Ханьянском металлургическом заводе, согласно Австро-китайской железнодорожного компании. В 1892 году снова возглавляет Китайское коммерческое пароходное общество.
В 1902 году назначается начальником полиции г. Санцзян (провинция Цзянси). В 1903 году возглавил округ Наньнин. В 1904—1905 годах стал одним из организаторов антиамериканского бойкота. Он активно занимался публицистикой и, редактируя первые статьи Сунь Ятсена, способствовал их публикации в шанхайских газетах.
После свержения монархии в результате Синьхайской революции 1911 года сосредоточил внимание на вопросах образования. Он возглавлял шанхайскую бизнес-школу. На этом посту находился до самой смерти. В мае 1922 года умер в Шанхае.